# Division euclidienne

Écriture de la division euclidienne de 30 par 7, le quotient est 4 et le reste 2.

En mathématiques, et plus précisément en arithmétique, la division euclidienne ou division entière est une procédure de calcul qui, à deux entiers naturels appelés dividende et diviseur, associe deux autres entiers appelés quotient (quotient euclidien s'il y a ambiguïté) et reste. Initialement définie pour deux entiers naturels non nuls, elle se généralise aux entiers relatifs. Cette division est au fondement des théorèmes de l'arithmétique élémentaire et de l'arithmétique modulaire qui traite des congruences sur les entiers.
La division euclidienne s'étend aussi à d'autres anneaux, comme celui des polynômes, dits anneaux euclidiens.

## En arithmétique

### Première approche
La division euclidienne permet de répondre à des questions du type suivant :
- Distribution équitable : Comment distribuer équitablement 30 billes entre 7 personnes ?

On donne 1 bille à chacune des 7 personnes. On a alors distribué 7 billes. Il reste 23 billes.
On recommence  en distribuant encore 1 bille à chacune des 7 personnes. Celles-ci possèdent alors chacune 2 billes et il en reste 16 dans le sac…
Finalement, chaque personne possède 4 billes et il en reste 2 dans le sac.
On dit alors que la division de 30 par 7 a pour quotient 4 et pour reste 2 et l'on écrit :
{\displaystyle 30=7\times 4+2\,}
On aurait pu, à chaque étape, écrire :
{\displaystyle 30=7\times 1+23,\qquad 30=7\times 2+16,\qquad 30=7\times 3+9}.
Ces égalités sont exactes mais ne correspondent pas à une division euclidienne, celle-ci consistant à "épuiser" les billes entre les joueurs. La distribution ne sera complète que lorsque le nombre de billes restantes sera inférieur au nombre de joueurs, ici 7. Le principe même de cette division interdit que l'on puisse diviser un nombre par 0.

### Origine historique
Le nom de division euclidienne est un hommage rendu à Euclide qui pose les fondements de l'arithmétique dans ses Éléments. Mais elle apparaît très tôt dans l'histoire des mathématiques. Caveing en signale la présence dans les mathématiques égyptiennes où il s'agit par exemple de mesurer 30 avec l'unité 7. Par ailleurs, la présence d'un reste a conduit les arpenteurs égyptiens à approfondir le concept de fraction. Une démarche analogue existe dans les mathématiques babyloniennes. On retrouve cette procédure décrite dans les mathématiques chinoises avec un algorithme proche du système actuel consistant à poser une division. Les Chinois ont un mot pour désigner le dividende, le diviseur et le quotient en cours de calcul.

### Théorème de la division euclidienne

#### Dans les entiers naturels
Le théorème de la division euclidienne dans les entiers naturels  (les nombres entiers pris à partir de 0) s'énonce ainsi.
À deux entiers a ≥ 0 et b > 0, on associe de façon unique deux entiers naturels, le quotient q et le reste r, qui vérifient :
- a = b × q + r ;
- r < b.

Autrement dit : il existe un unique entier naturel q tel que
- 0 ≤ a – bq < b

ou encore
- bq ≤ a < b(q + 1).

Cet entier q est déterminé par : bq est le plus grand multiple de b inférieur ou égal à a.

#### Extension aux entiers relatifs
Le théorème de la division euclidienne peut s'étendre aux entiers relatifs de la manière suivante.
À deux entiers relatifs a et b, b ≠ 0, on associe de façon unique un entier relatif q (le quotient) et un entier naturel r (le reste) qui vérifient des conditions analogues (celle pour le reste doit être précisée) :
- a = b × q + r ;
- 0 ≤ r < |b|.

Par exemple 
- la division de –17 par 5 donne –17 = 5 × (–4) + 3, soit un quotient de –4 et un reste de 3.
- la division de 17 par –5 donne 17 = (–5) × (–3) + 2, soit un quotient de –3 et un reste de 2.
- la division de –17 par –5 donne –17 = (–5) × 4 + 3, soit un quotient de 4 et un reste de 3.

En restreignant ce théorème aux entiers positifs ou nuls, on obtient bien le théorème précédent pour les entiers naturels. Il s'en déduit en distinguant suivant les signes de  a et b, ou se démontre directement de façon analogue.
Cette définition assure l'unicité du quotient et du reste mais ne correspond plus à la définition générale de la division dans un anneau euclidien à l'aide d'un stathme euclidien qui donnerait la définition suivante :
À deux entiers relatifs a et b, b ≠ 0, on associe tout couple d'entiers relatifs q (le quotient) et r (le reste) vérifiant 
- a = b × q + r ;
- 0 ≤ |r| < |b|.

Avec cette acception plus générale, on aurait aussi
- pour la division de –17 par 5, –17 = 5 × (–3) + (–2), soit un quotient de –3 et un reste de –2.

C'est cette non-unicité qui explique le caractère non-univoque de sa mise en œuvre informatique.

### Utilisation
La division euclidienne est un outil de base de l'arithmétique.
Elle permet de déterminer le PGCD de deux nombres en utilisant l'algorithme d'Euclide. Elle est également utilisée pour écrire un entier en base b.
Elle est à l'origine d'une branche de l'arithmétique, l'arithmétique modulaire, dans laquelle on s'intéresse non pas au quotient de la division de a par n mais à son reste. On dit que deux nombres a et a' sont congrus modulo n si et seulement s'ils ont même reste dans la division par n. Cette propriété se transmet à la somme et au produit : 
si a et a' ont même reste modulo n et s'il en est de même de b et b', alors ab a même reste que a'b' modulo n et a + b a même reste que a' + b' modulo n.
Cette transmissibilité permet le développement d'une arithmétique sur les restes et la création d'un ensemble nouveau, l'anneau ℤ/nℤ.

### Mise en œuvre informatique de la division euclidienne
Les divisions entières peuvent réserver parfois des surprises lorsqu'on utilise les fonctions intégrées dans les langages de programmation ou les logiciels de calcul, en particulier lorsque le diviseur ou le dividende sont négatifs.
Ainsi, dans le tableur Excel, la fonction « MOD » a pour objet de retourner le reste d'une division euclidienne. La convention choisie par le concepteur consiste à prendre toujours un reste du même signe que le diviseur. Dans une cellule de feuille de calcul, la formule « =MOD(-201;23) » a pour résultat le reste 6 de la division de –201 par 23, conformément à la définition ci-dessus, mais la formule « =MOD(10;-3)» a pour résultat le reste -2 . En langage de macro VBA Excel, l'instruction « R = -201 MOD 23 » donne pour résultat –17, soit l'opposé du reste de la division de 201 par 23.
En langage C, le choix du signe du reste et de la valeur du quotient, dans le cas de diviseur ou dividende négatif, dépend de la machine sur laquelle le programme fonctionne. D'autre part, il faut vérifier que l'instruction qui fournit le quotient est elle-même correcte et cohérente avec le reste, ce qui n'est pas toujours assuré[réf. nécessaire].

## Généralisations

### Division euclidienne polynomiale
Si les polynômes ont pour coefficients des éléments d'un corps commutatif K, on peut définir une division euclidienne sur les polynômes appelée division selon les puissances décroissantes.
À deux polynômes A et B à coefficients dans un corps K, avec B non nul, la division euclidienne associe un quotient Q et un reste R, tous deux polynômes, vérifiant :
- {\displaystyle A=BQ+R} ;
- {\displaystyle \operatorname {deg} (R)<\operatorname {deg} (B).}

L'unicité d'un couple (Q, R) vérifiant ces propriétés est garantie par les lois d'anneau (unitaire), en revanche il est nécessaire que K soit un corps pour que l'existence le soit aussi. Sinon la division est encore parfois possible, si par exemple le coefficient du monôme dominant de B est égal à 1, ou plus généralement si ce coefficient est inversible.

### Anneau euclidien
La construction d'une division euclidienne dans un anneau intègre A nécessite l'existence d'une application ν de A\{0} dans ℕ appelée stathme euclidien et vérifiant, pour tous éléments a et b non nuls
- si b divise a alors ν(b) ≤ ν(a) ;
- si b ne divise pas a alors il existe q et r dans A vérifiant les deux propriétés 
  - a = bq + r
  - ν(r) < ν(b).

S'il existe un stathme euclidien sur l'anneau A, l'anneau est appelé anneau euclidien. Ainsi dans l'anneau des entiers relatifs, le stathme choisi était la valeur absolue et dans celui des polynômes, le stathme était le degré du polynôme.
La définition d'un stathme euclidien diffère d'un auteur à l'autre. Les rapports logiques entre les différentes définitions sont abordés dans l'article détaillé.

## Algorithmes de calcul
On s'intéresse au calcul de division euclidienne de deux entiers, connaissant au préalable les opérations d'addition, de soustraction, de multiplication, et de comparaison, entre des nombres entiers. Il est facile de ramener le problème à deux entiers positifs, et on se restreint à ce cas.
Les algorithmes décrits ci-dessous calculent le quotient de la division euclidienne ; il est bien clair que le reste s'en déduit. Attention, le contraire ne serait pas vrai.
La première méthode, naturelle mais naïve, demande beaucoup trop de calculs pour des grands nombres. On présente ensuite deux méthodes courantes, de complexité semblable : la première convient pour des calculs en base 2, et donc pour une programmation informatique ; la deuxième méthode, essentiellement équivalente, est une adaptation pour la base de numération habituelle, la base décimale, et convient donc pour des calculs à la main. C'est l'algorithme enseigné à l'école.

### Méthode naïve
C'est la méthode décrite par Euclide dans sa recherche d'un pgcd. Elle procède par soustractions successives. Pour effectuer la division euclidienne de a par b, on soustrait b à a, et on recommence tant que cela est possible.
On construit ainsi une suite arithmétique strictement décroissante (ai ) de raison –b : 
{\displaystyle a_{0}=a} ;
{\displaystyle a_{i+1}=a_{i}-b=a-(i+1)\times b}.
Il existe donc un plus petit entier I tel que {\displaystyle a_{I}<b}, c'est-à-dire vérifiant 
{\displaystyle a-I\times b<b\leq a-(I-1)\times b},
ce qui s'écrit encore
{\displaystyle 0\leq a-I\times b<b}.
Le quotient de la division cherchée est donc I, et le reste {\displaystyle a-I\times b}.
Le nombre de pas de cet algorithme est donc I, c'est-à-dire la partie entière de {\displaystyle {\frac {a}{b}}} ; chaque étape requiert une soustraction et une comparaison. La complexité de calcul croît linéairement avec a, c'est-à-dire exponentiellement avec la taille de a — si l'on convient de mesurer la taille d'un entier par le nombre de chiffres que requiert son développement binaire (ou décimal si on préfère, cela ne modifie les choses que d'une constante), cette taille est de l'ordre du logarithme de l'entier.

### Méthode  binaire
Ce principe est à l'origine de la technique de la division dans l'Égypte antique. Il s'appuie sur une construction à l'envers  d'une multiplication égyptienne et consiste à remplir un tableau donnant les puissances de 2 et leur produit par b. On s'arrête juste avant de dépasser a dans la seconde colonne. On essaie ensuite de constituer le plus grand multiple de b inférieur à a en sommant certaines cases de la seconde colonne. En sommant les cases correspondantes de la première colonne on obtient le quotient de la division.
Ainsi pour diviser 93 par 7 on remplit le tableau suivant : 
| 1 | 7  |
| 2 | 14 |
| 4 | 28 |
| 8 | 56 |

Pour construire le plus grand multiple de 7 inférieur à 93, il faut prendre 
- 56 ;
- 28 ce qui donne pour somme 56 + 28 = 84 ;
- pas 14 car 84 +14 dépasse 93 ;
- 7 ce qui donne pour somme 84 + 7 = 91 ;

le quotient est donc 8 + 4 + 1 = 13 et le reste est 2.
L'algorithme de dichotomie suivant utilise le même principe mais économise la place mémoire car il est inutile de conserver toutes les  puissances de 2 et leur produit par b.
Au lieu de parcourir comme dans la méthode naïve, tous les entiers depuis 0 en attendant de tomber sur le bon quotient, on va commencer par trouver rapidement un entier dont on sera sûr qu'il est plus grand que le quotient cherché ; dans la liste finie de quotients possibles restants, on fera une recherche dichotomique.
Le premier calcul se fait simplement en considérant la suite géométrique {\displaystyle 2^{n}}. Tant que {\displaystyle 2^{n}\times b\leq a}, on incrémente n de 1 à chaque étape. Soit N le plus petit entier tel que
{\displaystyle 2^{N}\times b>a}.
Le nombre d'étapes pour trouver cet entier est de l'ordre de {\displaystyle \log _{2}\left({\frac {a}{b}}\right)}. Chacune de ces étapes ne demande qu'une multiplication par deux (encore plus facile qu'une addition, pour une écriture binaire), et une comparaison.
Pour le deuxième calcul, on construit deux suites {\displaystyle (\alpha _{n})} et {\displaystyle (\beta _{n})} ; l'une stockera des minorants du quotient cherché, l'autre des majorants stricts. On pose donc
{\displaystyle \alpha _{0}=2^{N-1}}
et
{\displaystyle \beta _{0}=2^{N}},
puis par récurrence : 
si {\displaystyle {\frac {\alpha _{n}+\beta _{n}}{2}}\times b\leq a}, alors on peut affiner le minorant, et on pose donc {\displaystyle \alpha _{n+1}={\frac {\alpha _{n}+\beta _{n}}{2}}} et {\displaystyle \beta _{n+1}=\beta _{n}} ;
en revanche, si {\displaystyle {\frac {\alpha _{n}+\beta _{n}}{2}}\times b>a}, on peut affiner le majorant, et on pose {\displaystyle \beta _{n+1}={\frac {\alpha _{n}+\beta _{n}}{2}}}, et {\displaystyle \alpha _{n+1}=\alpha _{n}}.
On montre facilement par récurrence qu'à chaque étape n de ce deuxième calcul, {\displaystyle \alpha _{n}} et {\displaystyle \beta _{n}} sont deux entiers, tous deux multiples de {\displaystyle 2^{N-1-n}} et dont la différence vaut {\displaystyle 2^{N-1-n}}. Cette remarque permet notamment de montrer que les suites sont bien définies jusqu'à {\displaystyle n=N-1}, et que {\displaystyle \alpha _{N-1}} et {\displaystyle \beta _{N-1}} ne diffèrent que de {\displaystyle 1} ; puisqu'ils sont respectivement un minorant large et un majorant strict du quotient, {\displaystyle \alpha _{\mathrm {N} -1}} est le quotient cherché.
Le nombre maximal d'étapes pour ce calcul est de l'ordre de {\displaystyle \log _{2}\left({\frac {a}{b}}\right)} — une des dichotomies a pu donner le bon quotient avant la (N - 1)-ième étape, c'est le cas d'égalité de la comparaison, auquel cas on peut arrêter l'algorithme avant —, qui chacune n'exige qu'une addition, une division par deux (facile en écriture binaire, ce n'est évidemment pas une division euclidienne cachée), une multiplication (qui peut être évitée, en gérant plus de variables), et une comparaison.
En concaténant les résultats des deux calculs, on voit que cet algorithme a une complexité qui croît logarithmiquement avec {\displaystyle {\frac {a}{b}}}, et donc linéairement avec la taille de a. L'amélioration est donc très nette.

### Méthode  décimale
C'est la méthode utilisée dans les civilisations ayant adopté le système décimal. Elle est à l'origine de la technique enseignée dans les écoles primaires pour poser une division. Elle est présente en Chine très tôt. Elle consiste à effectuer la division en commençant par les poids forts.
La méthode chinoise présente l'algorithme dans un tableau à trois lignes : 
- dans la première ligne se constituera progressivement le quotient ;
- dans la seconde ligne sera écrit le dividende qui évolue au cours du calcul ;
- la troisième ligne est consacrée à placer le diviseur.

On commence par placer le diviseur le plus à gauche possible et on effectue la division en ne s'occupant pas de ce qui est à droite, le quotient se place dans la première ligne, le reste de cette première division vient remplacer les chiffres correspondants du dividende et on recommence la procédure.
Ainsi pour diviser 3 564 par 17, on remplit le tableau de la manière suivante :
|   |   |   |   | Quotient  |
| 3 | 5 | 6 | 4 | Dividende |
| 1 | 7 |   |   | Diviseur  |

et on effectue la division de 35 par 17, quotient 2 reste 1
|  | 2 |   |   | Quotient  |
|  | 1 | 6 | 4 | Dividende |
|  |   |   |   | Diviseur  |

On déplace le diviseur sur la droite jusqu'à ce qu'une nouvelle division soit possible.
|  | 2 |   |   | Quotient  |
|  | 1 | 6 | 4 | Dividende |
|  |   | 1 | 7 | Diviseur  |

On effectue la division de 164 par 17, quotient 9 reste  11.
|  | 2 |   | 9 | Quotient  |
|  |   | 1 | 1 | Dividende |
|  |   |   |   | Diviseur  |

On obtient donc : 3 564 divisé par 17 a pour quotient 209 et pour reste 11.
La formulation générale de cet algorithme est la suivante : soit deux entiers naturels a et b non nul. On cherche à effectuer la division de a par b.
On commence par trouver la plus petite puissance de 10 telle que {\displaystyle b\cdot 10^{N_{1}+1}>a} ; d'après le  théorème  de division euclidienne, il existe alors un unique entier {\displaystyle 0\leq q_{1}<10} tel que : 
{\displaystyle q_{1}\times 10^{N_{1}}\times b\leq a<(q_{1}+1)\times 10^{N_{1}}\times b}.
On pose alors
{\displaystyle a_{1}=a-q_{1}\times 10^{N_{1}}\times b}
et on effectue la division de a1 par b. L'inégalité précédente montre que la première puissance de 10 telle que {\displaystyle 10^{N_{2}}\times b} excèdera a1 sera strictement plus petite que {\displaystyle 10^{N_{1}+1}} ; on la note {\displaystyle 10^{N_{2}+1}}.
On construit ainsi une suite d'entiers naturels {\displaystyle (N_{i})} strictement décroissante ; elle vaut donc 0 à un certain rang. On construit la suite d'entiers {\displaystyle 0\leq q_{i}<10} associée de la même façon qu'on a construit {\displaystyle q_{1}}. Le quotient cherché sera
{\displaystyle \sum _{i}q_{i}10^{N_{i}}}
en effet l'inégalité qui donne {\displaystyle q_{r}} pour la première occurrence de {\displaystyle N_{r}=0} sera : 
{\displaystyle 0\leq a-b\times \sum _{i}q_{i}10^{N_{i}}<10^{N_{r}}\times b=b},
ce qui est bien la définition du quotient.
On remarque que cette méthode se divise comme la précédente en deux étapes : d'abord une recherche d'une puissance assez grande, ce qui demande à nouveau un nombre de calculs logarithmique en a, c'est-à-dire linéaire en la taille de a ; ensuite un calcul de tous les coefficients {\displaystyle q_{i}} associés aux différentes puissances de 10 inférieures à la puissance assez grande obtenue. Pour chaque calcul de {\displaystyle q_{i}}, l'algorithme demande en fait un calcul de division euclidienne intermédiaire ; mais le quotient est à chercher seulement parmi les entiers de 0 à 9 ; il se fait donc rapidement en utilisant des tables.